# Metteniusa tessmanniana
Metteniusa tessmanniana är en tvåhjärtbladig växtart som först beskrevs av Herman Otto Sleumer, och fick sitt nu gällande namn av Herman Otto Sleumer. Metteniusa tessmanniana ingår i släktet Metteniusa och familjen Metteniusaceae. Utöver nominatformen finns också underarten M. t. fragrantissima.